# Hong Un-jong
Hong Un-jong (* 9. März 1989 in Hamgyeong-do) ist eine ehemalige nordkoreanische Kunstturnerin. Bei einer Körpergröße von 1,55 m betrug ihr Wettkampfgewicht 43 kg.

## Karriere
Hong Un-jong begann 1996 mit dem Turnen. Ihre Zwillingsschwester Hong Su-jong war ebenfalls eine erfolgreiche Kunstturnerin. Hong trat erstmals international bei den Turn-Weltmeisterschaften 2006 im dänischen Aarhus in Erscheinung. Dort startete sie im Mehrkampf, am Schwebebalken, am Boden, im Mannschaftswettbewerb, am Stufenbarren und im Sprung, konnte sich aber für kein Finale qualifizieren und zählte Rang 16 am Sprung zu ihrer besten Platzierung. Ein Jahr später nahm sie erneut an der Turn-WM in Stuttgart teil und belegte einen 23. Platz im Mehrkampf. Gleichzeitig erreichte Hong das Gerätefinale am Sprung, wo sie hinter der chinesischen Weltmeisterin Cheng Fei, ihrer Schwester Hong Su-jong und der Amerikanerin Alicia Sacramone einen Medaillenplatz verfehlte. 2008 gelang ihr schließlich an ihrem Paradegerät der erste Weltcup-Sieg im slowenischen Maribor, wo sie auch einen vierten Platz am Stufenbarren belegte. Im selben Jahr nahm Hong in Abwesenheit ihrer Schwester an den Olympischen Sommerspielen in Peking teil und qualifizierte sich für das Gerätefinale am Sprung. Mit Sprüngen und einem hohen Schwierigkeitsgrad von 6,5 konnte sie überraschend die Deutsche Oksana Chusovitina und die favorisierte Cheng Fei hinter sich lassen und gewann die Goldmedaille. Es war der zweite Olympiasieg Nordkoreas im Turnen, seit der Goldmedaille am Seitpferd von Pae Gil-su bei den Spielen von Barcelona 1992.
Hong startete für den Sportverein von Pjöngjang und wurde von Kim Chun-phil trainiert.